# Igraa
Ighraa (Arabisch: إغراء), ook bekend als Igraa (19 februari 1942), is een Syrische actrice en buikdanseres die haar roem vooral verwierf in de Syrische cinema van de jaren 70.
Geboren als Nihad Alaeddin (Arabisch: نهاد علاء الدين), verliet ze haar geboorteland Syrië met haar oudere zus voor Egypte in 1958. Ze werd opgeleid door de beroemde Egyptische buikdanseres Tahiya Karioka en kreeg de artiestennaam Ighraa ("Verleiding"). Na te zijn verschenen in verschillende films en tv-drama's in Egypte en later in Syrië, maakte ze haar acteerdoorbraak met The Leopard (الفهد) van Nabil Maleh, uitgebracht in 1972. Haar scènes in de film werden als transgressief beschouwd en veroorzaakten wijdverbreide kritiek, wat volgde op een kassucces. Na films als Al-Mughamara (المغامرة)(1974) en tot in de late jaren 70 koos ze voor een lager profiel, maar ze bleef een symbool van openheid en liberalisme die in de Arabische wereld heersten in de jaren 60 en 70.